# 平民游擊防衛群計畫

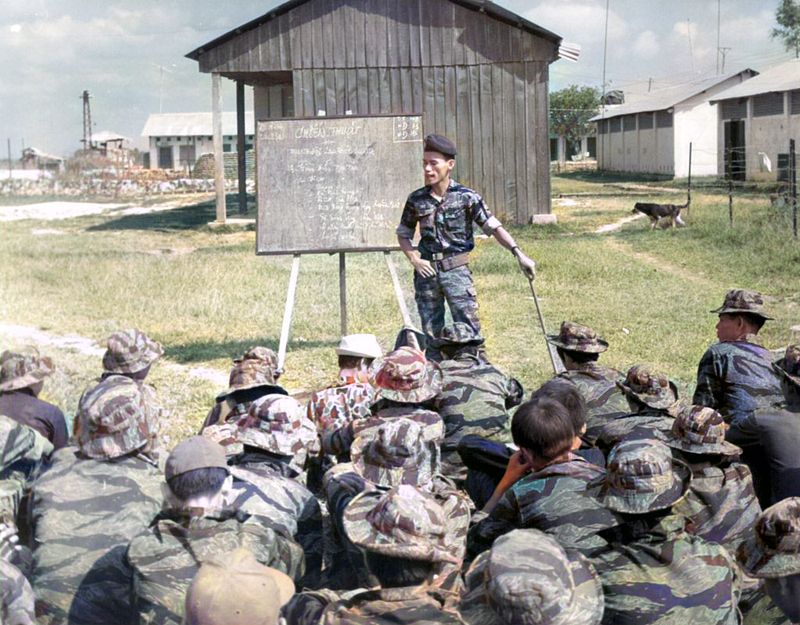
正在进行训练的CIDG单位

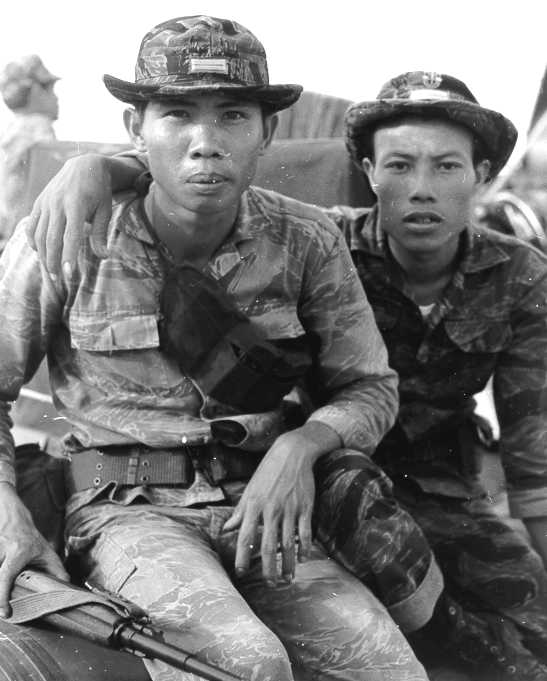
CIDG队员

平民游击防卫群计划（英語：Civilian Irregular Defense Group program，简称CIDG），指的是越南战争期间，美国政府组建南越少数民族准军事部队的计划。

## 目的
平民游击防卫群计划出台目的有2个：
1. 美国方面认为他们要给南越政府组建类似准军事部队的行为撑腰。
2. 美国害怕越共先一步征召大量少数民族士兵。

## 历史
1961年，中央情报局为了增大对西原地区越共游击队的打击力度提出了CIDG计划。美国陆军特种部队主要针对CIDG士兵进行了反游击和本地防御方面的训练。村民受训的目的是在越共进攻村庄时坚守2周。而装备及训练更好的地方突击部队则作为快速反应部队应对越共袭击。CIDG部队主要由少数族群士兵（大多是高地民）组成，他们往往既不喜欢南越人，也不喜欢北越人。
到了1963年，军方认为CIDG计划十分成功，但这些CIDG部队和特种部队都没有用对地方。他们将CIDG部队的指挥权从中央情报局转到了美国军事援助越南司令部。在美国陆军特种部队第5作战群进入越南后，CIDG部队就不再专注于村庄防御任务，而是转为执行像边境巡逻这样的更传统的任务，同时，部队规模也迅速扩大。1970年，大部分CIDG部队并入越南共和国别动军。